# Portea petropolitana
Portea petropolitana (лат.) — травянистое раастение, вид рода Portea семейства Бромелиевые (Bromeliaceae), эндемик Бразилии. 

## Ботаническое описание

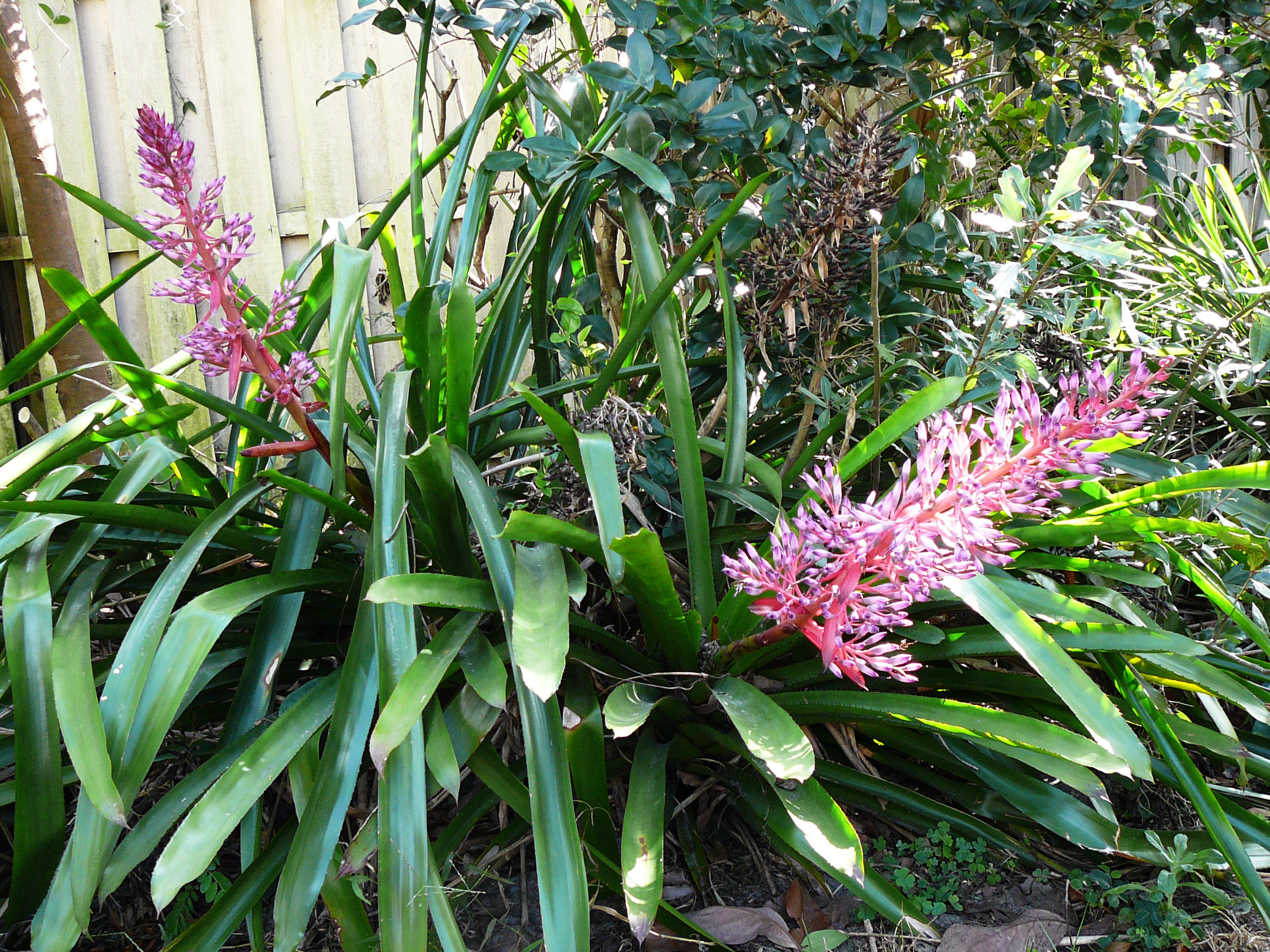
Общий вид цветущего растения

Portea petropolitana — вечнозелёная травянистая наземная или литофитная бромелия с красивыми долговечными цветками, возвышающимся над листвой. Крупный вид, который даёт ответвления и со временем образует большое скопление. Достигает высоты 150—180 см. Монокарпический вид (плодоносит только один раз в течение жизни). Внутри этого вида есть несколько разновидностей. Стебель почти отсутствует либо очень короткий. Розетка в форме воронки, шириной до 80-90 см в высоту и в диаметре, с многочисленными листьями, образующими центральную полость, обычно полную воды. Листья линейные, жёсткие, восходящие, длиной около 1 м и шириной 3-4 см, на вершине закруглённые с концевым шипом; края с толстыми коричневыми шипами длиной около 6 мм. На солнце листва ярко-жёлто-зелёная, в тени — насыщенно-зелёная. Цветёт весной и в начале лета, цветки сохраняются до конца лета. Соцветие высотой до 70 см в центре розетки, желтовато-зелёного цвета, покрытое черепицевидными прицветниками длиннее междоузлий, заканчивается прямостоячей сложной розовой кистью, образующей несколько вторичных кистей, отходящих от центральной оси. Цветки мелкие едва раскрываются на кончике; цветонос 2-4 см длиной; чашелистики сиреневые, 15 мм длиной, на вершине колючие; лепестки 30 мм длиной и 5 мм шириной, бледно-лилового цвета, более интенсивного на вершине. Многоцветное соцветие включает оттенки розового, пурпурного, синего, бирюзового и лавандового.

## Разновидности
В качестве декоративных растений выращивают две разновидности Portea petropolitana:
- Portea petropolitana var. petropolitana — родом из Эспириту-Санту, где встречается вблизи океана. Перед цветением он может достигать высоты от 90-120 см. Тёмно-зелёные листья очень колючие и образуют жёсткую розетку. Соцветие достигает от 330-45 см в длину, несёт красочные цветки с бело-светло-пурпурными лепестками и оранжевыми чашелистиками[3].
- Portea petropolitana var. extensa — также родом из Эспириту-Санто. Выведен американским коллекционером и селекционером М. Б. Фостером. Это более мелкая разновидность[4]. Для него характерны светло-жёлто-зелёные листья и кораллово-красное соцветие с вертикальной розеткой. Цветок содержит светло-пурпурные лепестки, зеленый пестик. Ягоды при созревании становятся тёмно-пурпурными[5].

## Распространение и местообитание
Portea petropolitana — эндемик биома Атлантического леса в Бразилии. Вид произрастает в штатах Баия, Эспириту-Санту, Минас-Жерайс и Рио-де-Жанейро.